# Acontia mizteca
Acontia mizteca är en fjärilsart som beskrevs av William Schaus 1898. Acontia mizteca ingår i släktet Acontia och familjen nattflyn. Inga underarter finns listade i Catalogue of Life.